# Nomada fucata
Nomada fucata, auch als Gewöhnliche Wespenbiene bekannt, ist eine Biene aus der Familie der Apidae. 

## Merkmale
Die Bienen haben eine Körperlänge von 8 bis 10 Millimetern (Weibchen) bzw. 7 bis 10 Millimetern (Männchen). Der Kopf der Weibchen ist schwarz und rot, der Thorax ist schwarz und gelb gezeichnet. Die Tergite sind basal und am Hinterrand schwarz, auf der Scheibe  des ersten rot und ansonsten gelb gebändert. Die Sternite sind gelb gefleckt. Das vor dem Vorderrand quer eingesattelte Labrum ist rot und hat keine Zähnchen. Das dritte Fühlerglied ist kürzer als das vierte. Das Schildchen (Scutellum) hat einen gelben Fleck. Die Schienen (Tibien) der Hinterbeine sind am Ende stumpf und haben zwei beieinander liegende, zur Seite gekrümmte kleine Dornen. Die Männchen sehen den Weibchen ähnlich, haben jedoch einen gelb gefleckten Kopf. Die Fühlerglieder sind hinten am Ende knotig. Das sechste bis achte Glied ist mehr oder weniger schwarz. Die Schenkelringe (Trochanter) der Hinterbeine haben lange Haarfransen. Die Schenkel (Femora) der Hinterbeine haben unten basal rundliche Haarflecken. Die Schienen (Tibien) der Hinterbeine haben am Ende zwei voneinander getrennt liegende kleine Dornen.

## Vorkommen und Lebensweise
Die Art ist in ganz Europa, östlich bis nach Zentralasien verbreitet. Die Tiere fliegen in zwei Generationen von Anfang April bis Ende August. Sie parasitieren Andrena flavipes.

## Belege
Felix Amiet, M. Herrmann, A. Müller, R. Neumeyer: Fauna Helvetica 20: Apidae 5. Centre Suisse de Cartographie de la Faune, 2007, ISBN 978-2-88414-032-4.